# Лихановский сельсовет
Лиха́новский сельсовет — упразднённые административно-территориальная единица и муниципальное образование со статусом сельского поселения в составе Частоозерского района Курганской области.
Административный центр — село Лиханово.

## История
В соответствии с Законом Курганской области от 6 июля 2004 года № 419 сельсовет наделён статусом сельского поселения.
Законом Курганской области от 20 сентября 2018 года N 91, в состав Частоозерского сельсовета было включено единственное село упразднённого Лихановского сельсовета.

## Население
| 1989 | 2002 | 2004 | 2010 | 2012 | 2013 | 2014 |
| ---- | ---- | ---- | ---- | ---- | ---- | ---- |
| 415  | ↘164 | ↗165 | ↘74  | ↘67  | ↘59  | ↗60  |
| 2015 | 2016 | 2017 | 2018 | 2019 |      |      |
| ↘59  | ↘58  | ↘52  | ↘51  | ↗52  |      |      |

## Состав сельского поселения
| № | Населённый пункт | Тип населённого пункта       | Население |
| - | ---------------- | ---------------------------- | --------- |
| 1 | Лиханово         | село, административный центр | ↗52       |